# アラスカ先住民
アラスカ先住民（Alaska Natives, Indigenous peoples of Alaska）はアメリカ合衆国アラスカ州の先住民である。イヌピアット、ユピク、アレウト、トリンギット族、ハイダ族、ディネなどが含まれ、多くの場合は言語系統によって定義される。多くのアラスカ先住民は、連邦政府が認めたアラスカ先住民の部族組織に登録されており、これらの組織は、土地および金銭的請求を管理する13のアラスカ先住民地域コーポレーションに属している。
今日、アラスカ先住民はアラスカの人口の15％以上を占めている。
アラスカ先住民の祖先は、少なくとも2つの異なる波で、数千年前にこの地域に移住した。一部は、北アメリカの北部に定住した集団の第三波の子孫である。彼らは南部地域に移住することはなかった。このため、遺伝子の研究では、南アメリカの先住民とは遠縁であることが示されている。
北極圏と周極北圏のいたる所で、アラスカ先住民の祖先は、様々な複雑な文化を確立し、継承してきた。困難な気候と環境、土地に根ざした文化に適応するため、洗練された方法を開発した。